# Agliè
Agliè (Ajé en piemontès) és un municipi italià de 2.612 habitants situat a la Ciutat Metropolitana de Torí, a 35 km al nord de la capital.
Aquest petit municipi (13,3 km²), convertit en il·lustre per personatges com Filippo d'Agliè i Guido Gozzano, sorgeix al Canavese, als peus dels turons de Macugnano.
El municipi d'Agliè conté les frazioni (subdivisions, normalment pobles i llogarrets) de Madonna delle Grazie, Santa Maria i San Grato.
Agliè limita amb els següents municipis: San Martino Canavese, Torre Canavese, Bairo, Vialfrè, Cuceglio, San Giorgio Canavese i Ozegna.

## Topònim
Segons Gian Domenico Serra, cèlebre lingüista, el topònim derivaria del nom romà Alliacus per modificacions successives. Altres hipòtesis són que el nom deriva del país d'Ala De (ala de Déu), en referència a la planta del castell originari, que forma una ala desplegada cap a Orient «d'on sorgirà el vertader sol per restaurar el món de la pau».

## Castell

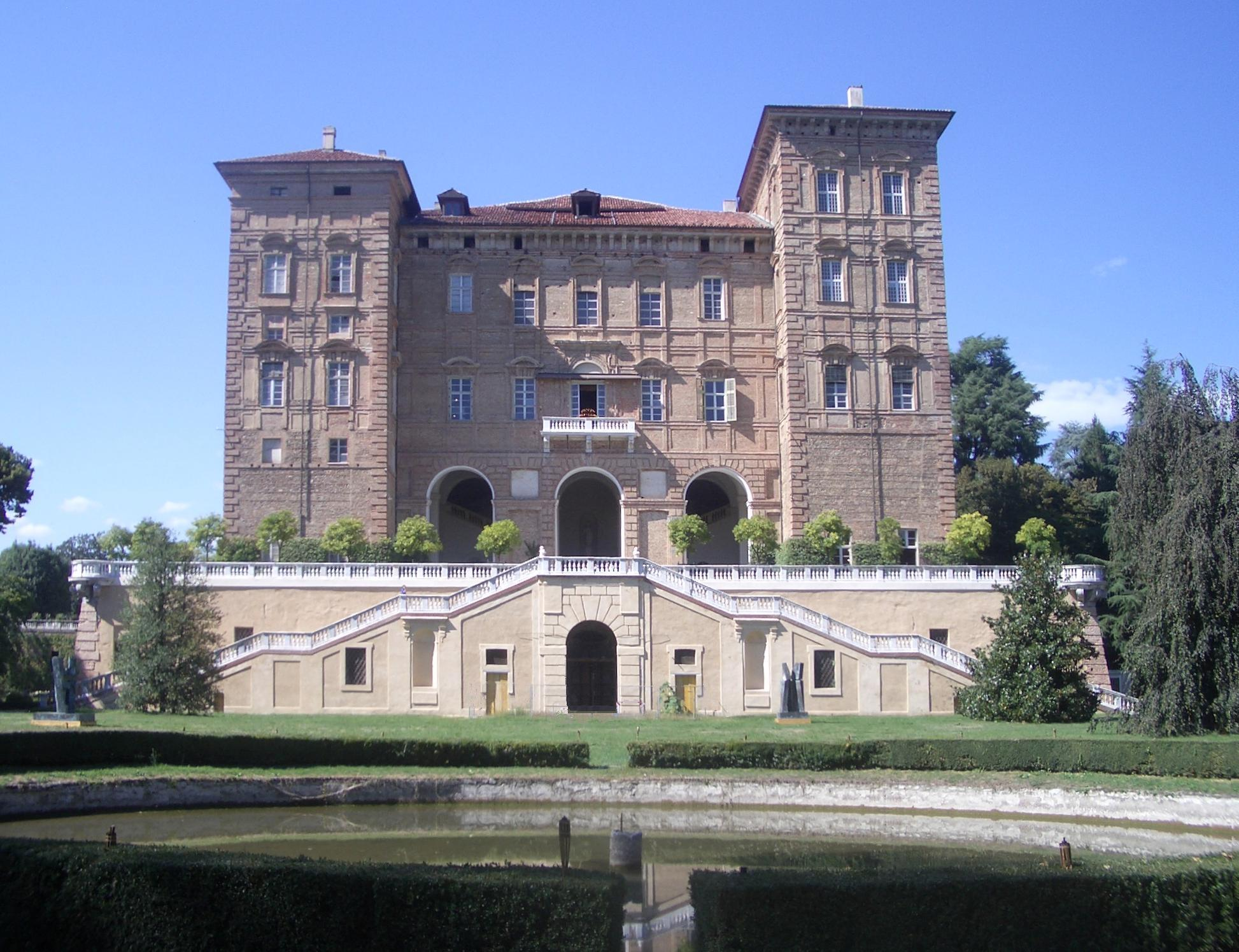
El Castell d'Agliè, una de les residències de la casa reial de Savoia, Patrimoni de la Humanitat

Agliè és coneguda pel seu important castell ducal, que forma part del circuit dels castells del Canavese. Data del segle xii i originalment fou propietat dels comtes de San Martino d'Agliè.
Transformat al segle xvii en un palau senyorial del comte Filippo di Agliè, fou devastat durant la invasió dels francesos del 1706; fou adquirit el 1765 per Carles Manuel III de Savoia per ser reformat de manera radical més tard. El 1939, els prínceps de Savoia-Gènova vengueren a l'estat el castell per la suma de 7 milions de lires, aproximadament 5.590.000 € a data de setembre del 2007.
El castell d'Agliè fou utilitzat com a escenari de la popular telenovel·la italiana Elisa di Rivombrosa, com a Rivombrosa.